# Campeonato Paulista de Futebol Feminino de 2023
O Campeonato Paulista Feminino de 2023 foi a 29.ª edição desta competição de futebol feminino organizada pela Federação Paulista de Futebol (FPF). A competição foi disputada por 12 clubes entre os dias 3 de maio e 23 de novembro.

## Formato e Regulamento
O Campeonato Paulista Feminino de 2023 é disputado por doze agremiações em três fases distintas: na primeira, os participantes se enfrentaram em turno único. Após onze rodadas, os quatro primeiros se qualificam para as semifinais, disputadas entre primeiro e quarto colocados, e entre o segundo e terceiro colocados.
Os vencedores avançaram para a final. Esta terceira e última fase é disputada também em duas partidas, com o mando de campo da última partida para o clube com melhor campanha.
Os clubes posicionados entre quinto e oitavo lugar não são classificados para as semifinais, porém participam da Copa Paulista de Futebol Feminino de 2023.

## Participantes
As doze agremiações que participam da edição de 2023 são:
| Equipe              | Cidade                | Em 2022 | Estádio                                             | Títulos                     |
| ------------------- | --------------------- | ------- | --------------------------------------------------- | --------------------------- |
| AD Taubaté          | Taubaté               | 7º      | Joaquim de Morais Filho                             | —                           |
| Corinthians         | São Paulo             | 5º      | Parque São Jorge                                    | 3 (2019, 2020 e 2021)       |
| EC São Bernardo     | São Bernardo do Campo | 8º      | Giglio Portugal Pichinin                            | —                           |
| Ferroviária         | Araraquara            | 4º      | Adhemar de Barros                                   | 4 (2002, 2004, 2005 e 2013) |
| Palmeiras           | São Paulo             | 1º      | Allianz Parque                                      | 2 (2001) e (2022)           |
| Pinda               | Pindamonhangaba       | 10º     | Carlos Ferracini                                    | —                           |
| Realidade Jovem     | São José do Rio Preto | 12º     | Benedito Teixeira                                   | —                           |
| Red Bull Bragantino | Bragança Paulista     | 6º      | CFA Red Bull                                        | —                           |
| Santos              | Santos                | 2º      | Vila Belmiro                                        | 4 (2007, 2010, 2011 e 2018) |
| São José-SP         | São José dos Campos   | 9º      | Martins Pereira                                     | 3 (2012, 2014 e 2015)       |
| São Paulo           | São Paulo             | 3º      | Marcelo Portugal Gouvêa                             | 2 (1997 e 1999)             |
| Ska Brasil          | Santana de Parnaíba   | —       | Estádio Municipal Prefeito Gabriel Marques da Silva | —                           |

## Primeira Fase
Os resultados das partidas da competição estão apresentados nos chaveamentos abaixo. A primeira fase foi disputada por pontos corridos, com os seguintes critérios de desempates sendo adotados em caso de igualdades: número de vitórias, saldo de gols, número de gols marcados, número de cartões vermelhos recebidos, número cartões amarelos recebidos e sorteio. Por outro lado, nas fases eliminatórias, que tiveram partidas de ida e volta, as equipes mandantes da primeira partida estão destacadas em itálico e as vencedoras do confronto, em negrito. 
Conforme preestabelecido no regulamento, o resultado agregado das duas partidas definiu quem avançou à final.

## Fases finais
|  | Semifinal   | Semifinal | Semifinal | Semifinal |   |             | Final | Final | Final | Final |
|  |             |           |           |           |   |             |       |       |       |       |
|  | Corinthians | 1         | 8         | 9         |   |             |       |       |       |       |
|  | Palmeiras   | 0         | 0         | 0         |   |             |       |       |       |       |
|  | Palmeiras   | 0         | 0         | 0         |   | Corinthians | 1     | 4     | 5     |       |
|  |             |           |           |           |   | Corinthians | 1     | 4     | 5     |       |
|  |             | São Paulo | 2         | 1         | 3 |             |       |       |       |       |
|  | São Paulo   | São Paulo | 2         | 1         | 3 | 0           | 3     | 3(4)  |       |       |
|  | São Paulo   |           |           |           |   | 0           | 3     | 3(4)  |       |       |
|  | Santos      | 1         | 2         | 3(2)      |   |             |       |       |       |       |

### Final
| 19 de novembro de 2023 | São Paulo                          | 2 - 1    | Corinthians         | Vila Belmiro, Santos                            |
| 16:00                  | Aline Milene 41' · Ariel Godoi 76' | [Súmula] | 31' Vic Albuquerque | Público: 2 064 Árbitro: SP Mariana Nani Batalha |

| 26 de novembro de 2023 | Corinthians                                                            | 4 - 1    | São Paulo   | Neo Química Arena, São Paulo                              |
| 10:00                  | Jaque Ribeiro 38' · Tarciane 53' · Vic Albuquerque 60' · Jheniffer 75' | [Súmula] | 62' Dudinha | Público: 40 235 Renda: 970 782,20 Árbitro: SP Edina Alves |

## Premiação
| Campeonato Paulista de Futebol Feminino de 2023 |
| São Paulo                                       |
| ----------------------------------------------- |
| Corinthians Campeão (4º título)                 |